# Lugau, Tyskland
Lugau, Tyskland är en stad  i Landkreis Erzgebirgskreis i förbundslandet Sachsen i Tyskland. Staden har cirka 8 000 invånare.
Staden ingår i förvaltningsområdet Lugau tillsammans med kommunen Niederwürschnitz.